# Liste der Mitglieder des 4. Landesrates des Saargebietes
Der vierte Landesrat des Saargebietes wurde am 13. Februar 1932 auf ursprünglich vier Jahre gewählt. Er hatte 30 Sitze, von denen 14 auf die Zentrumspartei entfielen, acht auf die Kommunistische Partei Deutschlands, drei auf die Sozialdemokratische Partei, je zwei auf die Deutsch-Saarländische Volkspartei und die Nationalsozialistische Deutsche Arbeiterpartei sowie einer auf die Wirtschaftspartei. Nach der Wiedereingliederung des Saargebietes ins Deutsche Reich im Jahr 1935 wurde der Landesrat abgeschafft.

## Mitglieder nach Parteien

### Zentrum
- Karl Albrecht
- Eduard Angel
- Richard Becker
- Albert Blügel
- Josef Gärtner
- Johann Gladel
- Nikolaus Haßler
- Georg Hirschmann-Sutor
- Peter Kiefer
- Franz Levacher
- Wilhelm Martin
- Peter Scheuer
- Wilhelm Schinhofen
- Peter Wilhelm

### KPD
- Heinrich Detjen
- Wilhelm Frisch
- August Hey
- Luise Herrmann
- Johann L’Hoste
- Paul Lorenz
- Hans Pink
- Heinrich Sommer

### SPD
- Max Braun
- Heinrich Lieser
- Hermann Petri

### DSVP
- Hermann Röchling
- Wilhelm Schmelzer

### NSDAP
- Peter Baltes
- Karl Brück

### Wirtschaftspartei
- Gustav Schmoll